# دوري بابوا غينيا الجديدة لكرة القدم 2018
دوري بابوا غينيا الجديدة لكرة القدم 2018 هو موسم من دوري بابوا غينيا الجديدة لكرة القدم. فاز فيه لاي سيتي.